# Мервин (село)
Мервин (укр. Мервин) — село на Украине, находится в Оратовском районе Винницкой области.
Код КОАТУУ — 0523186303. Население по переписи 2001 года составляет 490 человек. Почтовый индекс — 22636. Телефонный код — 4330.
Занимает площадь 1,813 км².

## Адрес местного совета
22635, Винницкая область, Оратовский р-н, с. Чагов, пров. П.Морозова, 45